# Teresa Wilk (pedagog)
Teresa Anna Wilk – polska pedagog, doktor habilitowany nauk humanistycznych, adiunkt Instytutu Pedagogiki Wydziału Nauk Społecznych Uniwersytetu Śląskiego i Katedry Pedagogiki Wydziału Ekonomicznego i Społecznego Śląskiej Wyższej Szkole Zarządzania im. gen. Jerzego Ziętka w Katowicach.

## Życiorys
18 kwietnia 2000 obroniła pracę doktorską Możliwości zaspokojenia potrzeb edukacyjnych młodzieży w warunkach zmiany społecznej w Polsce, 30 września 2010 habilitowała się na podstawie pracy zatytułowanej Rewitalizacja społeczna poprzez współczesną sztukę teatralną w ocenie reprezentantów (twórców i odbiorców) sztuki dramatycznej Legnicy, Nowej Huty i Wałbrzycha. Została zatrudniona na stanowisku adiunkta w Katedrze Pedagogiki na Wydziale Ekonomicznym i Społecznym Śląskiej Wyższej Szkole Zarządzania im. gen. Jerzego Ziętka w Katowicach oraz w Instytucie Pedagogiki na Wydziale Pedagogiki i Psychologii Uniwersytetu Śląskiego.
Była prodziekanem Wydziału Pedagogiki i Psychologii Uniwersytetu Śląskiego.